# Non food
Nella Grande distribuzione organizzata (GDO), la locuzione non food (detto anche prodotto non alimentare dall'inglese non cibo), indica quel settore o categoria di beni che non appartengono alla categoria alimentare.

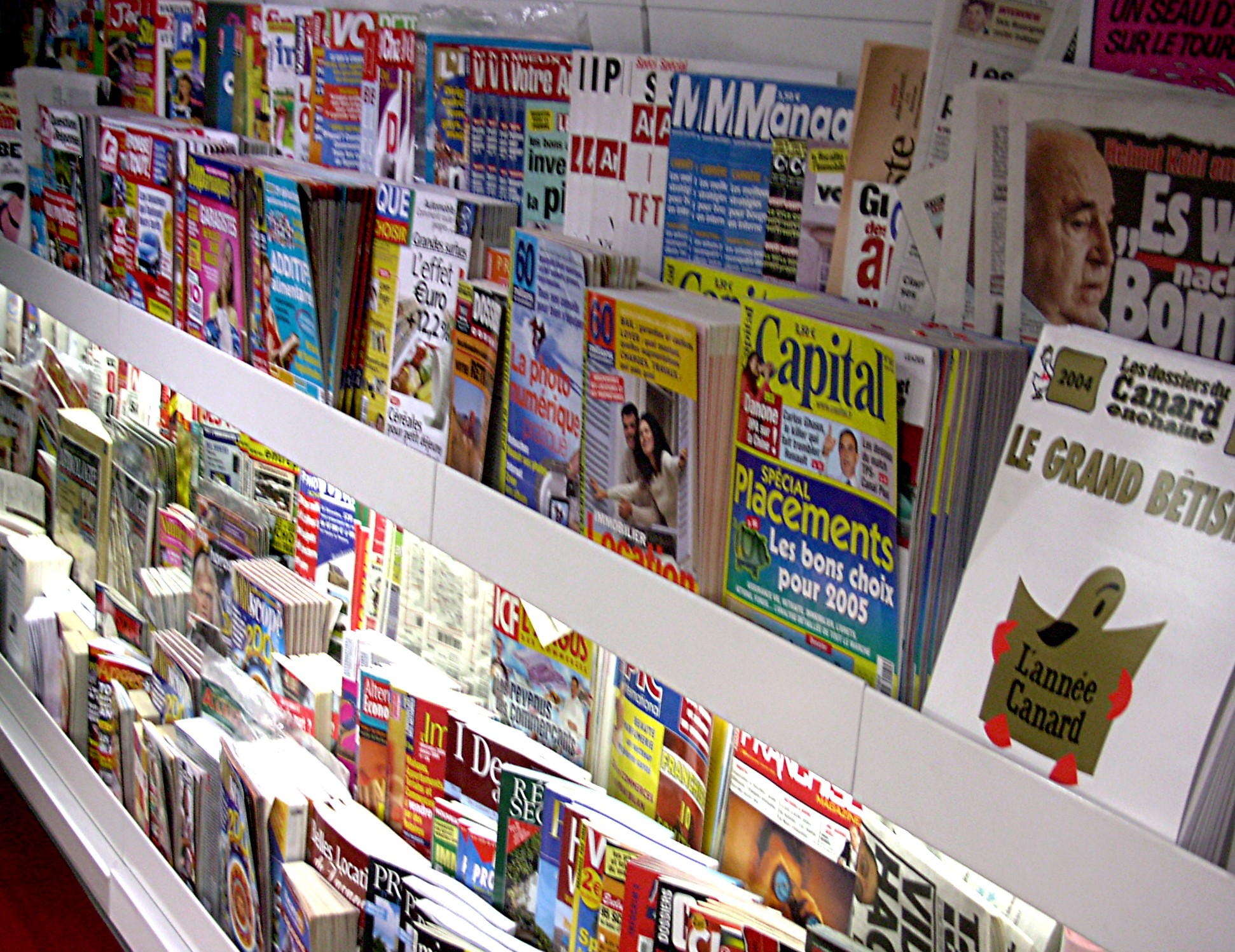
Tipico esempio di prodotto non food

Il termine non food deriva dall'inglese ed è noto dal 1965 circa.

## Definizione
Spesso il termine "non food" si trova nei vari ipermercati e anche nei siti web per definire tutto ciò che non si mangia o non si consuma.
In genere trattano articoli di tipo: domestici essenziali come coperte, teli di plastica, contenitori per l'acqua, utensili da cucina, igiene personale e igiene per la casa.

## Utilizzo nel commercio
Nel commercio al dettaglio e nel settore alberghiero il termine non food viene utilizzato in contrasto con il cibo, per i componenti della gamma di prodotti che hanno delle esigenze diverse rispetto a queste in termini di logistica, immagazzinamento e presentazione dei prodotti. 
Gli articoli non alimentari inoltre sono spesso caratterizzati dal fatto di essere più facili da maneggiare; per esempio, non possono essere raffreddati e non hanno data di scadenza o relativamente molto lunga (ad es. batterie).

### Distinzione dei prodotti
Spesso viene fatta una distinzione tra 2 tipologie di prodotti non alimentari. 
La prima categoria Non alimentare I comprendono articoli quali prodotti farmaceutici, prodotti per la pulizia o alimenti per animali domestici. 
La seconda categoria Non alimentare II, invece, comprendono beni di consumo, ad esempio, abbigliamento, articoli sportivi, libri o dispositivi elettronici.

## Disponibilità limitata
In alcune aree, i prodotti non alimentari hanno un margine significativamente migliore rispetto ai prodotti alimentari. 
Di conseguenza, molti negozi di alimentari e discount, oltre agli articoli alimentari e di farmacia, hanno spesso incluso nella loro gamma che cambiano settimanalmente di articoli promozionali e stagionali. Quindi competono con altri fornitori di questi beni, come rivenditori specializzati e grandi magazzini, che immagazzinano tali beni per tutto l'anno.